# Turki
Turki (Arabisch: تركي) is een dorp in het noordoosten van Tunesië, gelegen aan de westkant van het schiereiland Kaap Bon. Het dorp ligt enkele kilometers ten zuiden van de plaats Grombalia, waartoe het dorp ook behoord. In 2004 telde het dorp 3.662 inwoners. In de directe omgeving van het dorp bevindt zich een afrit van de de snelweg A1. 
Het ligt ongeveer 42 kilometer ten zuidoosten van Tunis en ongeveer 20 kilometer ten noordwesten van Nabeul. Net als het nabijgelegen Grombalia ligt Turki in een vlakte. In de 19e eeuw bevonden zich nabij deze plaats tuinen die geplant zijn op vruchtbare grond.